# Тедеев, Заур Станиславович
За́ур Станисла́вович Теде́ев (род. 25 июля 1994, Владикавказ) - фотограф и художник.

## Биография
Родился в 1994 году во Владикавказе. Заур рисовал с детства, в 2002 году стал учеником художественной студии изобразительного искусства в Республиканском дворце детского творчества им. Билара Кабалоева, под руководством Айларовой Татьяны Сергеевны. 
Получил высшее образование в Северо-Кавказском горно-металлургическом институте и Московском Архитектурном Институте по направлениям "Архитектура" и "Архитектура общественных зданий и сооружений", соответственно. Однако, после окончания МАРХИ, решил связать свою жизнь с фотографией.
Интерес к фотографии у Заура возник на первом курсе обучения в СКГМИ. В то время он снимал обложки и небольшие фото истории для владикавказских глянцевых изданий. 
В 2017 году принял решение переехать в Москву. В этом же году становится победителем всероссийского конкурса Best of Russia, презентовав фотографию горца Виктора Амбалова. Также является дважды финалистом конкурса Русского Географического Общества "Самая красивая страна" в 2018 и 2019 годах.
Упоминал в интервью, что ему интересно работать с музыкальными артистами, актерами, спортсменами. Ввиду этого, фокусом его интереса стали: Квентин Тарантино, Эмир Кустурица, Венсан Кассель, Джеймс Макэвой, Джессика Честейн, Мадс Миккельсен, Конор МакГрегор, Miyagi & Эндшпиль, TumaniYO, Макс Корж, Антон Беляев, Антоха MC, Lizer, Заурбек Сидаков, Хетаг Цаболов, Дэнни Трэхо, Том Харди, Эдди Марсан, Майкл Киванука, Octavian, Yelawolf, Gus Gus, HO99O9, Suede, Майлз Кейн, BATO, Ollane, Azamat, группа "нееет, ты что", Евгений Гринько, M'Dee, Скриптонит, Sirotkin, Mujuice, Дельфин, Anikv, Matrang и др.
Сотрудничал, в качестве фотографа, с Harper's Bazaar Russia, Esquire Russia, Tatler Russia, Office Magazine, GQ Russia и др.
В 2022 году начал реализацию персонального проекта maskus. Проект направлен на визуальный анализ традиционно-обрядовых масок народов Северного Кавказа. В декабре 2022 года был реализован первый блок проекта под названием "осетины". В конце декабря этого же года блок "осетины" был презентован в стенах Национального музея РСО-Алания.

## Персональные проекты
| Год  | Название проекта | Краткое описание                                                                     | Результат    |
| ---- | ---------------- | ------------------------------------------------------------------------------------ | ------------ |
| 2018 | ЯМА              | Фотопроект о поцелуях на Покровском бульваре (г. Москва)                             | Закончен     |
| 2018 | FANS             | Фотопроект о фанатах на Чемпионате Мира по футболу - 2018 (Россия)                   | Закончен     |
| 2018 | Горцы            | Фотопроект о горных жителях республик Северного Кавказа                              | Продолжается |
| 2022 | maskus           | Визуальный анализ многообразия традиционно-обрядовых масок народов Северного Кавказа | Продолжается |